# Pauvre vieil homme pauvre…
Pauvre vieil homme pauvre... est une bande dessinée de 32 pages de l'auteur américain Carl Barks. Elle met en scène les personnages Riri,Fifi et Loulou Duck, Donald Duck, Balthazar Picsou et Les Rapetou.

## Synopsis
Picsou nage dans ses pièces et il explique à Donald comment s'enrichir. Il voit que les Rapetou ont acheté le térrain d'à coté pour dévaliser son coffre ,alors il décide de démenager son coffre. Rusé, Picsou fait preuve de 1001 astuces pour les en empecher. 